# Jajangmyeon

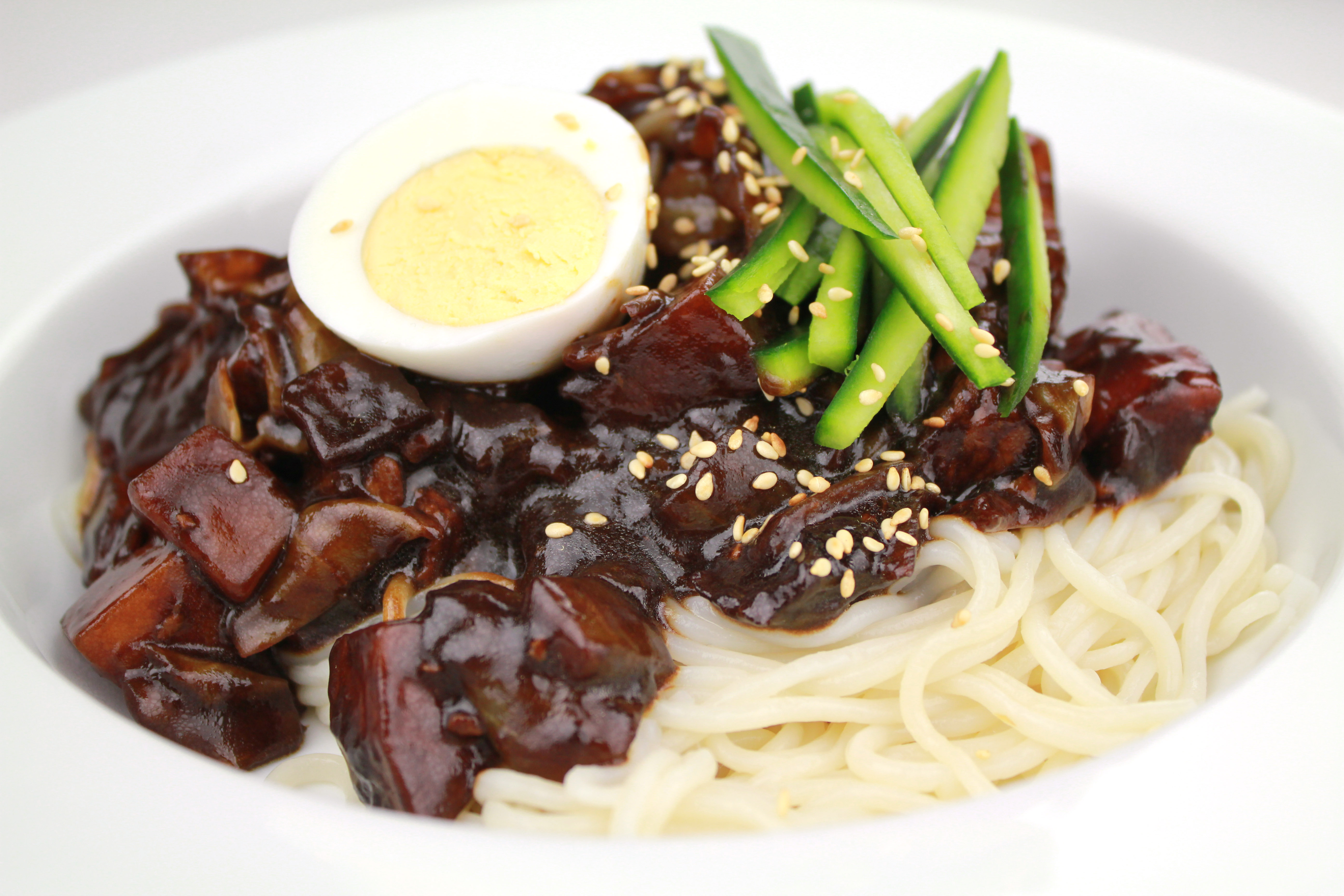
Món Jajangmyeon bên trên có trứng luộc, dưa chuột thái sợi và hạt vừng rang.

Jajangmyeon (자장면) hay jjajangmyeon (짜장면) là phiên bản Hàn Quốc của món mì Trác tương miến từ Trung Quốc. Món ăn này trộn với nước sốt đặc sánh gồm tương Chunjang, thịt thái hạt lựu và rau được chiên qua dầu ăn. Ngoài ra món ăn này còn dùng kèm hải sản.

## Tính chất

### Nguyên liệu
Cho sốt tương đen vào mì, trộn lên rồi ăn.
- Sợi mì: Jjajangmyeon sử dụng những sợi mì dày được làm bằng cách nhào bột mì, sợi dày hơn Spaghetti và mỏng hơn Udon.
- Gia vị: Cho sốt Chunjang vào cùng thịt lợn, hành tây, dầu hào vào đảo qua với dầu ăn.

### Giá trị dinh dưỡng
Hàm lượng calo của Jjajangmyeon là khoảng 700kcal, chiếm 28% lượng tiêu thụ hàng ngày của nam giới và 35% phụ nữ ở Hàn Quốc.

## Lịch sử

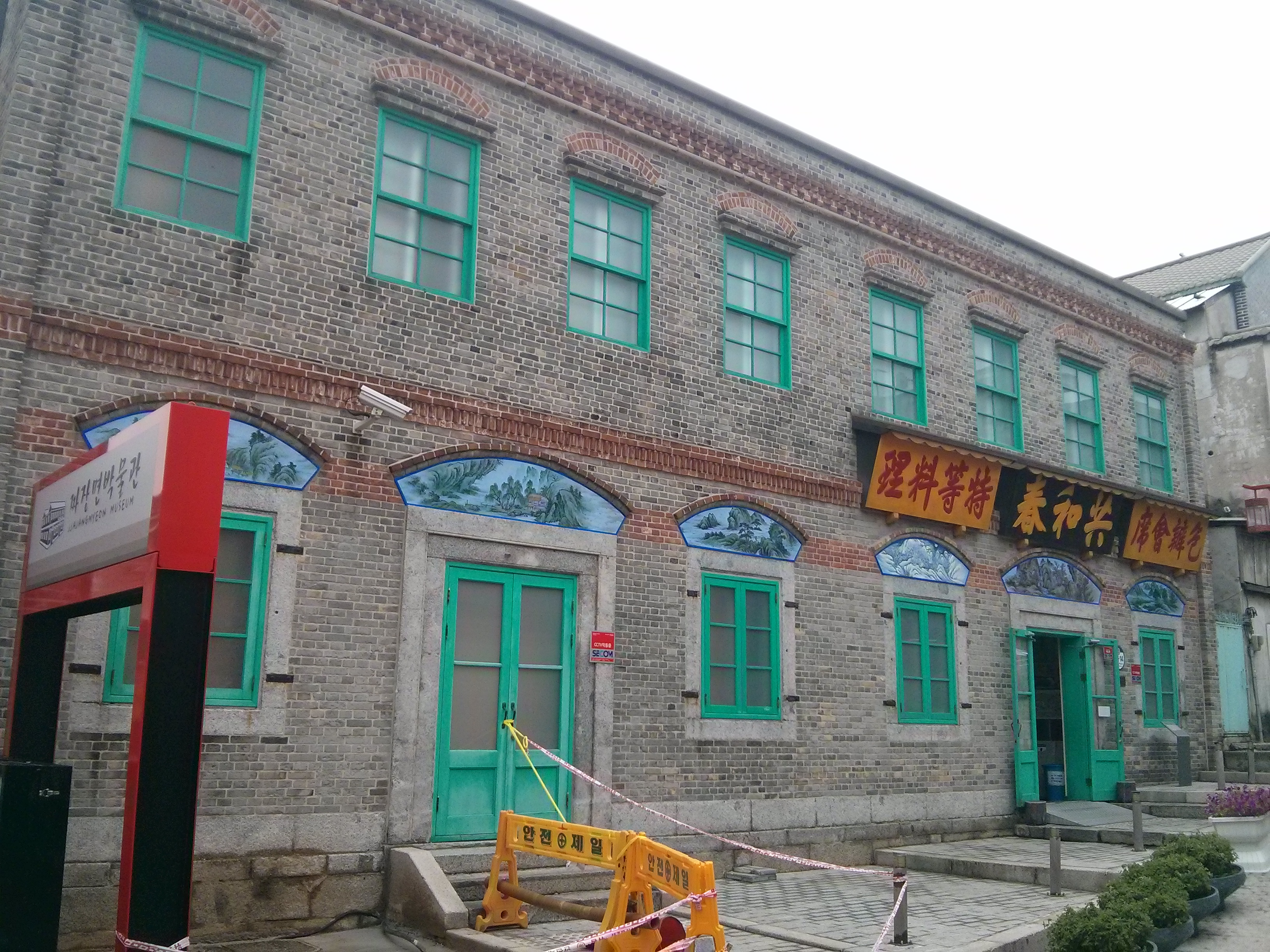
Bảo tàng Jajangmyeon (Tòa nhà Cộng hòa cũ).

Jajangmyeon xuất hiện từ năm 1905, bắt nguồn từ nhà hàng Cộng Hòa Xuân (공화춘; 共和春) ở khu phố Tàu Incheon, một nhà hàng Trung Quốc của người nhập cư từ tỉnh Sơn Đông, Trung Quốc. Nhà hàng hiện là Bảo tàng Jajangmyeon.
Mặc dù tên gọi Jajangmyeon xuất phát từ món mì Trác tương miến (炸酱面, zhájiàngmiàn), món Jajangmyeon Hàn Quốc khác nhau theo nhiều khía cạnh. Yong Chen, một giáo sư lịch sử tại Đại học California, Irvine, lập luận rằng mặc dù món ăn ban đầu là "zhájiàngmiàn"- món mì sốt tương đậu từ Bắc Trung Quốc, nhưng nó hoàn toàn đặc trưng của Hàn Quốc.
Vào giữa những năm 50 ở Hàn Quốc, ngay sau Chiến tranh Triều Tiên, jajangmyeon đã được bán với giá thấp để bất cứ ai cũng có thể ăn nó mà không gặp trở ngại. Jajangmyeon kiểu Hàn Quốc mới bắt đầu trở nên phổ biến bùng nổ trong số nhiều thương nhân ghé vào cảng Incheon, trung tâm thương mại và nhiều công nhân bến tàu làm việc trong chợ cá, và nhanh chóng lan rộng khắp đất nước.

## Tên gọi
Jajang (자장; thường ghi là jjajang 짜장) bắt nguồn từ trác tương (炸酱) trong tiếng Trung, có nghĩa là "tương chiên". 
Myeon (면) nghĩa là "mì". Các ký tự Trung Quốc được phát âm jak (작; 炸) và jang (장; 醬) trong tiếng Hàn Quốc nhưng món mì được gọi là  jajangmyeon  không phải  jakjangmyeon  bởi vì nguồn gốc của nó không phải là từ Hán-Hàn, mà là phiên âm từ cách phát âm tiếng Trung.
Theo cách phát âm của tiếng Trung Quốc zhá nghe giống jja (hơn là ja) với người Hàn Quốc, món ăn được biết đến ở Hàn Quốc như jjajangmyeon và đại đa số nhà hàng Trung Hoa tại Hàn Quốc dùng cách đánh vần này.
Trong nhiều năm, cho đến ngày 22 tháng 8 năm 2011, Viện nghiên cứu Ngôn ngữ Quốc gia Hàn Quốc mới công nhận từ  jjajangmyeon  là một phiên âm quốc ngữ được chấp thuận.
Lý do jjajangmyeon không trở thành cách đánh vần chuẩn là do các quy tắc phiên âm cho các từ nước ngoài được công bố vào năm 1986 bởi Bộ Giáo dục, trong đó tuyên bố rằng các từ ngữ nước ngoài không nên được phiên âm bằng cách sử dụng phụ âm kép. Sự thiếu sót này phải đối mặt với sự chỉ trích gay gắt từ những người ủng hộ cách đánh vần jjajangmyeon như Ahn Do-hyeon, một nhà thơ đoạt giải thưởng Sowol.
Sau đó, jjajangmyeon đã được chấp nhận là một cách viết chính tả thay thế cùng với  jajangmyeon  trong Hội đồng thảo luận ngôn ngữ quốc gia và đến ngày 31 tháng 8, được đưa vào như một từ chính tả trong Từ điển tiếng Hàn tiêu chuẩn.

## Chế biến và trang trí

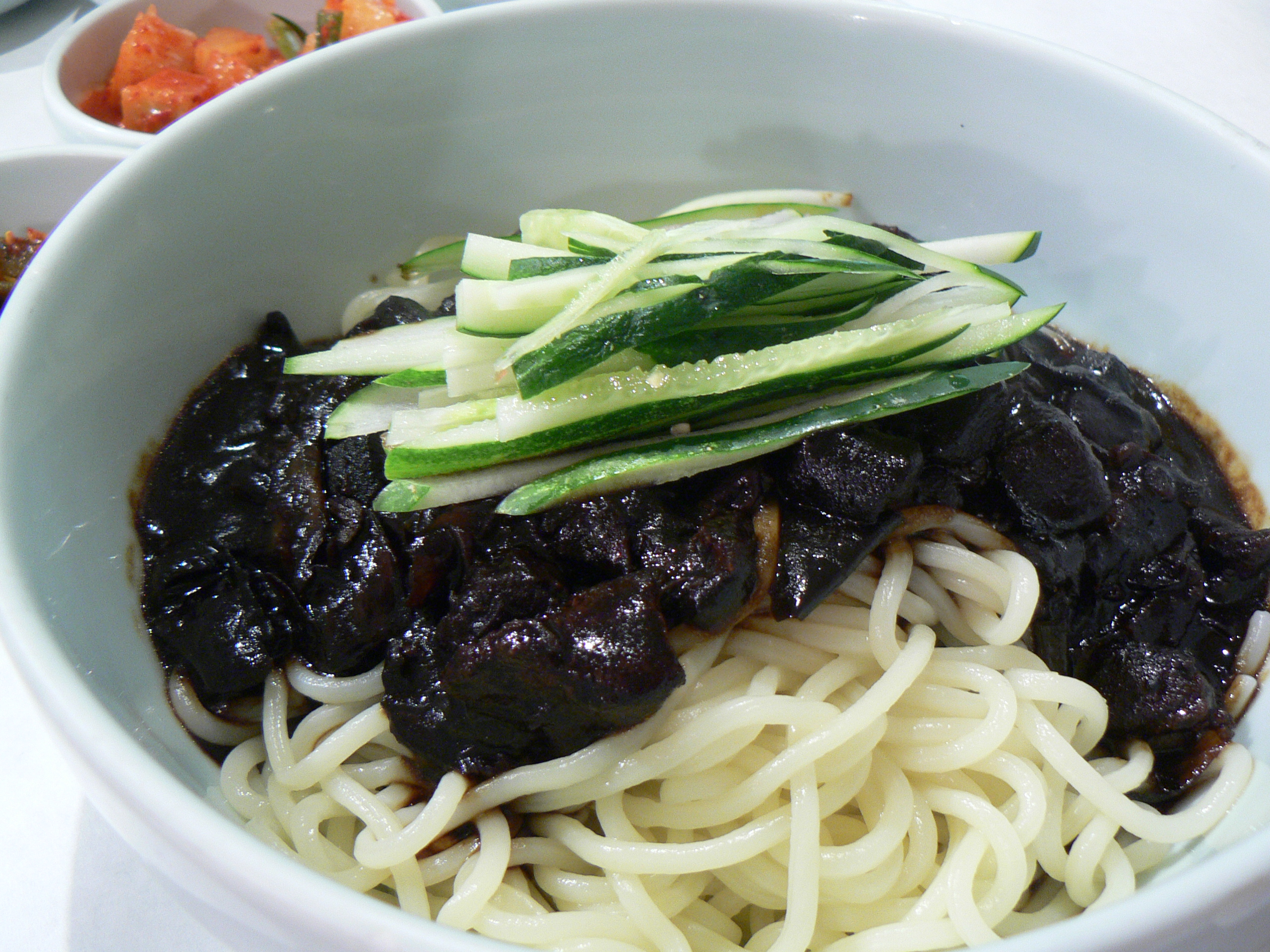
Jajangmyeon được trình bày bên trên có dưa chuột thái mỏng.

Jajangmyeon sử dụng mì sợi to, làm bằng tay hoặc kéo bằng máy làm từ bột mì, muối, baking soda và nước.
Phần nước sốt jajang được làm từ sốt đậu tương chunjang chiên qua dầu cùng các nguyên liệu khác như xì dầu (hoặc dầu hào), thịt (thường là thịt lợn nhưng cũng có khi là thịt bò), hải sản (thường là mực ống hoặc tôm), hương liệu (scallions, gừng và tỏi), rau (thường là hành lá, bí đao hoặc bí đao Hàn Quốc (Aehobak) hoặc bắp cải), nước dùng và tinh bột hòa tan.
Khi được dọn ra, jajangmyeon xếp bên trên gồm dưa chuột thái sợi (Julienning), hành lá, trứng trang trí (al-gomyeong, 알고명), trứng luộc hoặc trứng chiên, tôm đã chần qua hoặc măng xào thái lát. Món ăn này dùng kèm với danmuji (củ cải vàng muối), hành sống được thái nhỏ và sốt chunjang để trộn hành.

## Những biến thể
Biến thể của món ăn jajangmyeon bao gồm gan-jjajang, jaengban-jjajang, yuni-jjajang và samseon-jjajang.
- Gan-jjajang (간짜장) – Jajangmyeon với sốt tương khô, được làm mà không cần thêm nước dùng và tinh bột hòa tan. Chữ  gan  xuất phát từ cách phát âm tiếng Trung của chữ 乾 (tiếng Hàn Quốc: 건, geon; Hán Việt: kiền) có nghĩa là "khô".[10]
- Jaengban-jjajang (쟁반짜장) – Jajangmyeon được làm bằng cách xào mì làm từ gạo đồ với nước sốt trong chảo,và phục vụ trên một cái đĩa thay vì trong một cái bát. Jaengban nghĩa là "đĩa".[10]
- Yuni-jjajang (유니짜장) – Jajangmyeon được làm bằng thịt xay. Từ yuni bắt nguồn từ ròuní (肉泥; Hanja: 육니, yungni) nghĩa là "thịt băm".[10] Dù yungni không phải từ tiếng Hàn, từ mượn yuni chỉ sử dụng trong tên món ăn yuni-jjajang, có khả năng bắt nguồn từ cách phát âm của người nhập cư Trung Quốc về cách đọc từ tiếng Hàn, với việc bỏ đuôi k (hoặc ng, do kết âm học) tiếng Hàn khó cho người nói tiếng Quan thoại có thể phát âm được.[11]
- Samseon-jjajang (삼선짜장) – Jajangmyeon trong đó kết hợp hải sản như mực ống và hến. Từ  samseon  bắt nguồn từ cách đọc tiếng Hàn của từ sānxiān (tam tiên 三鲜) trong tiếng Trung có nghĩa là "ba nguyên liệu tươi ngon".[10]

Ngoài ra còn có những sự kết hợp lẫn nhau. Ví dụ samseon-gan-jjajang chỉ món jajangmyeon hải sản được làm không cần thêm nước.
Những món như jajang-bap và  jajang-tteok-bokki cũng xuất hiện. Jajang-bap về cơ bản là cùng một món ăn với jajangmyeon nhưng thay mì bằng cơm. Jajang-tteok-bokki có tteok-bokki ăn cùng với sốt jajang thay vì sốt cay thông thường.
Các sản phẩm mì ăn liền jajangmyeon như Chapagetti, Chacharoni và Zha Wang là những phiên bản mì jajangmyeon bao gồm mì khô được đun sôi theo cách tương tự như ramyeon, sử dụng các miếng rau khô để ráo nước và trộn với bột  jajang  hoặc sốt  jajang , cũng như một lượng nhỏ nước và dầu.

## Hình ảnh

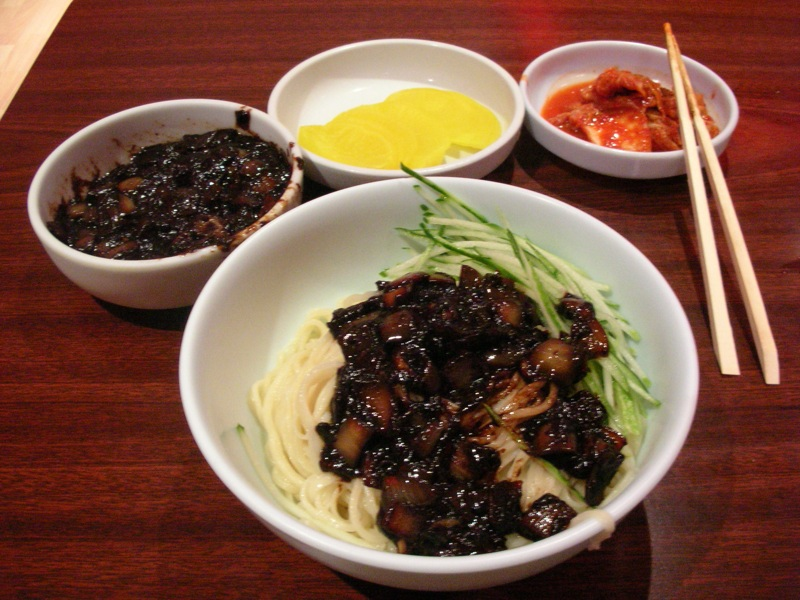
Gan-jjajang
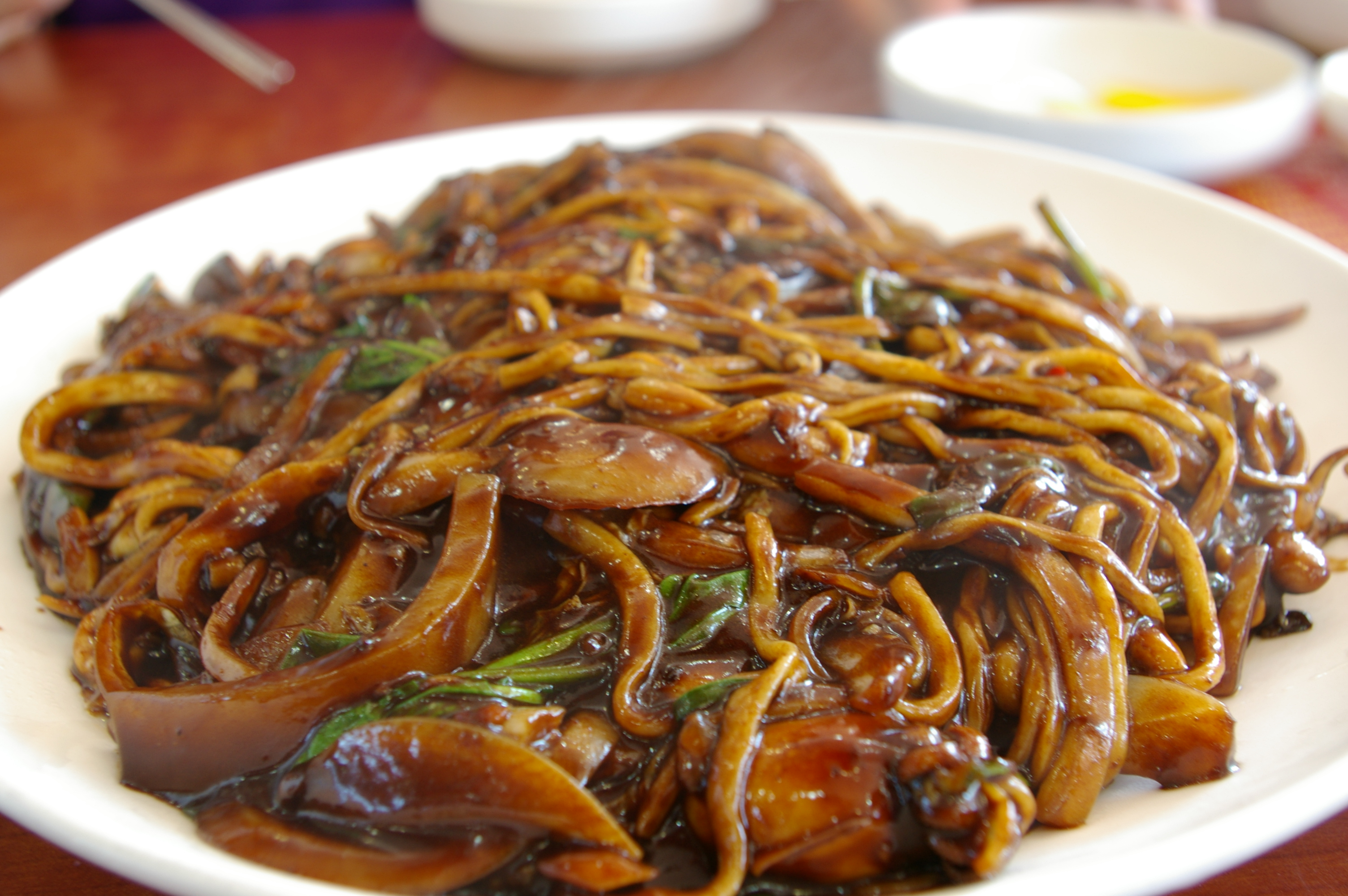
Jaengban-jjajang
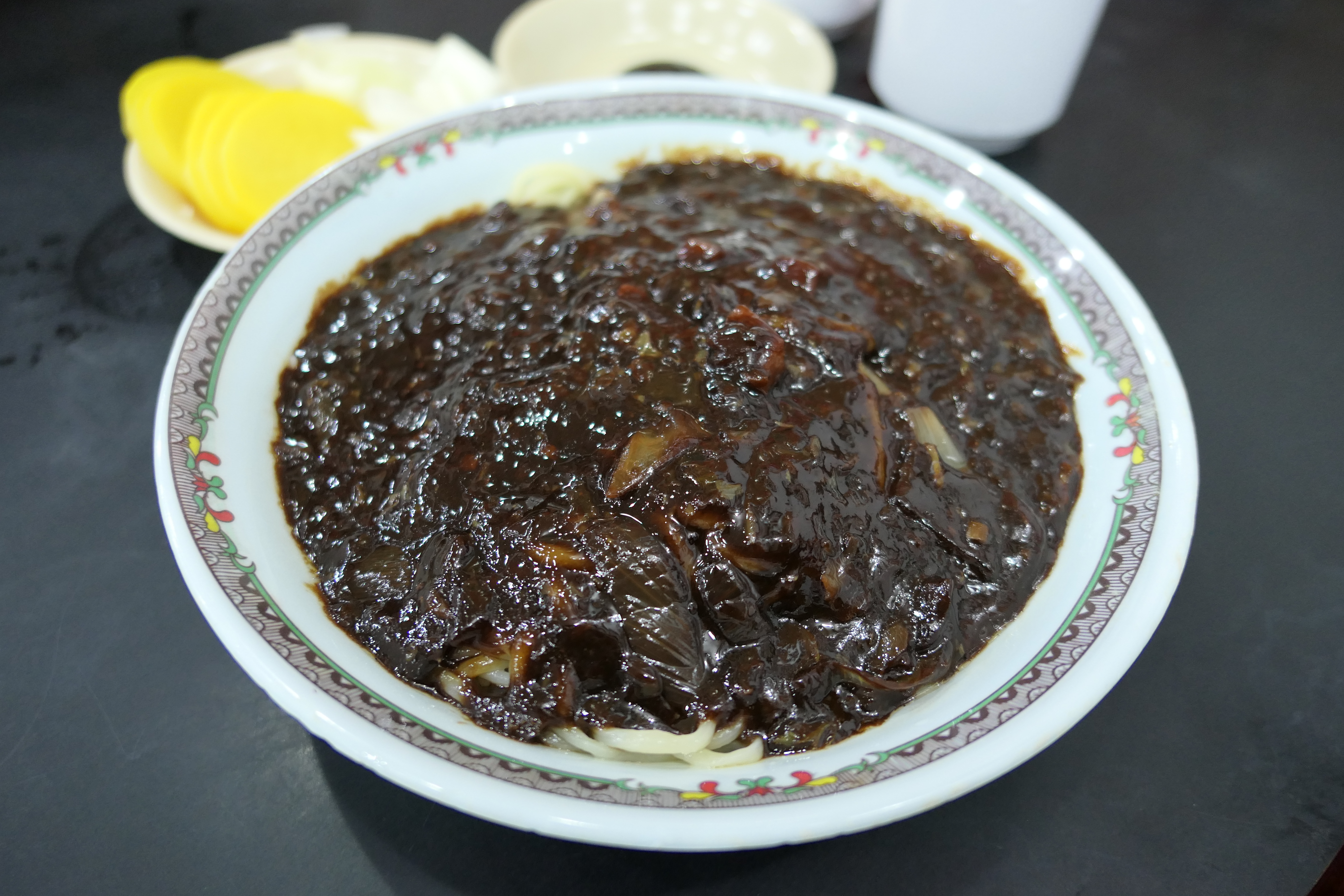
Yuni-jjajang
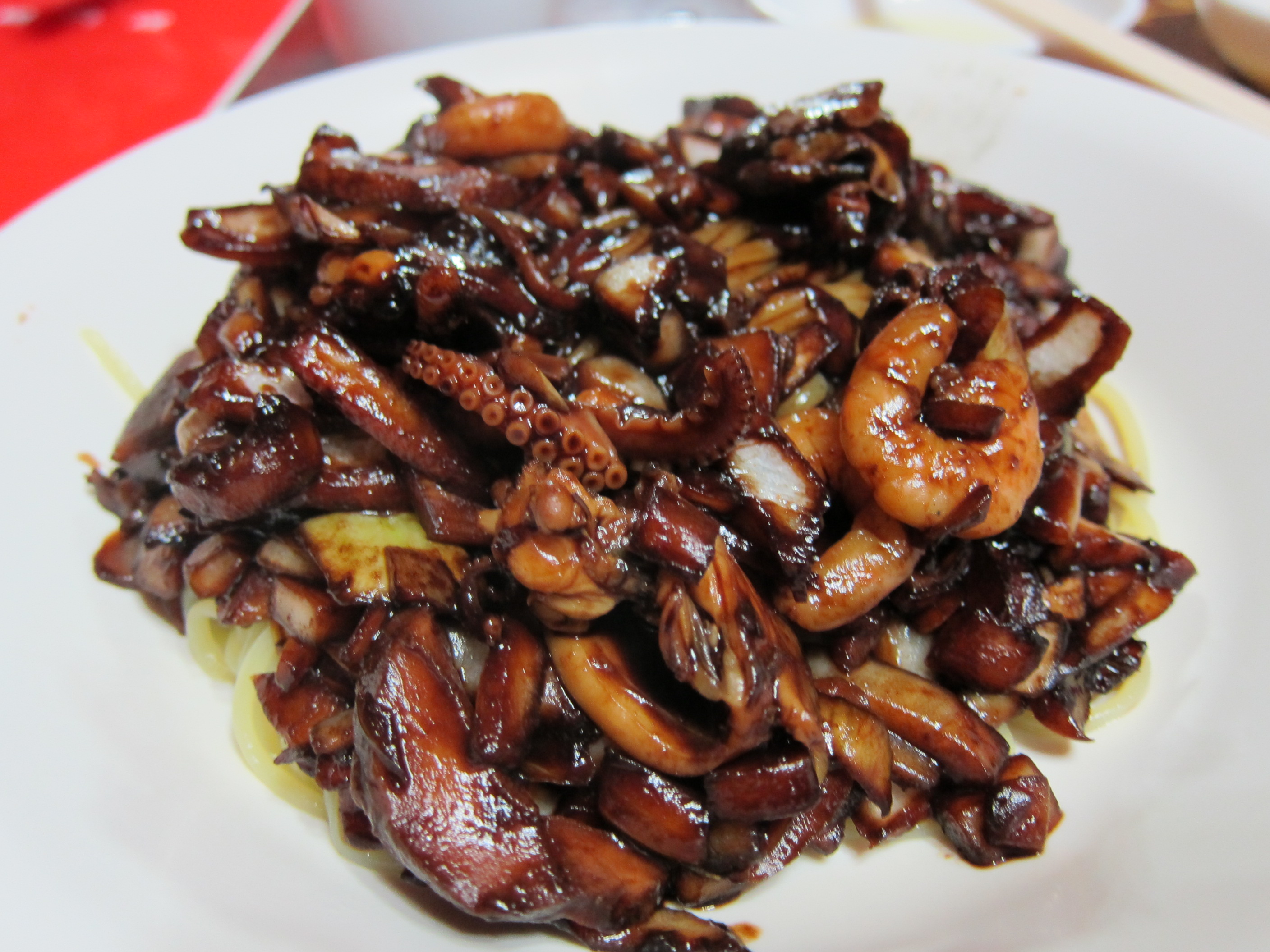
Samseon-gan-jjajang
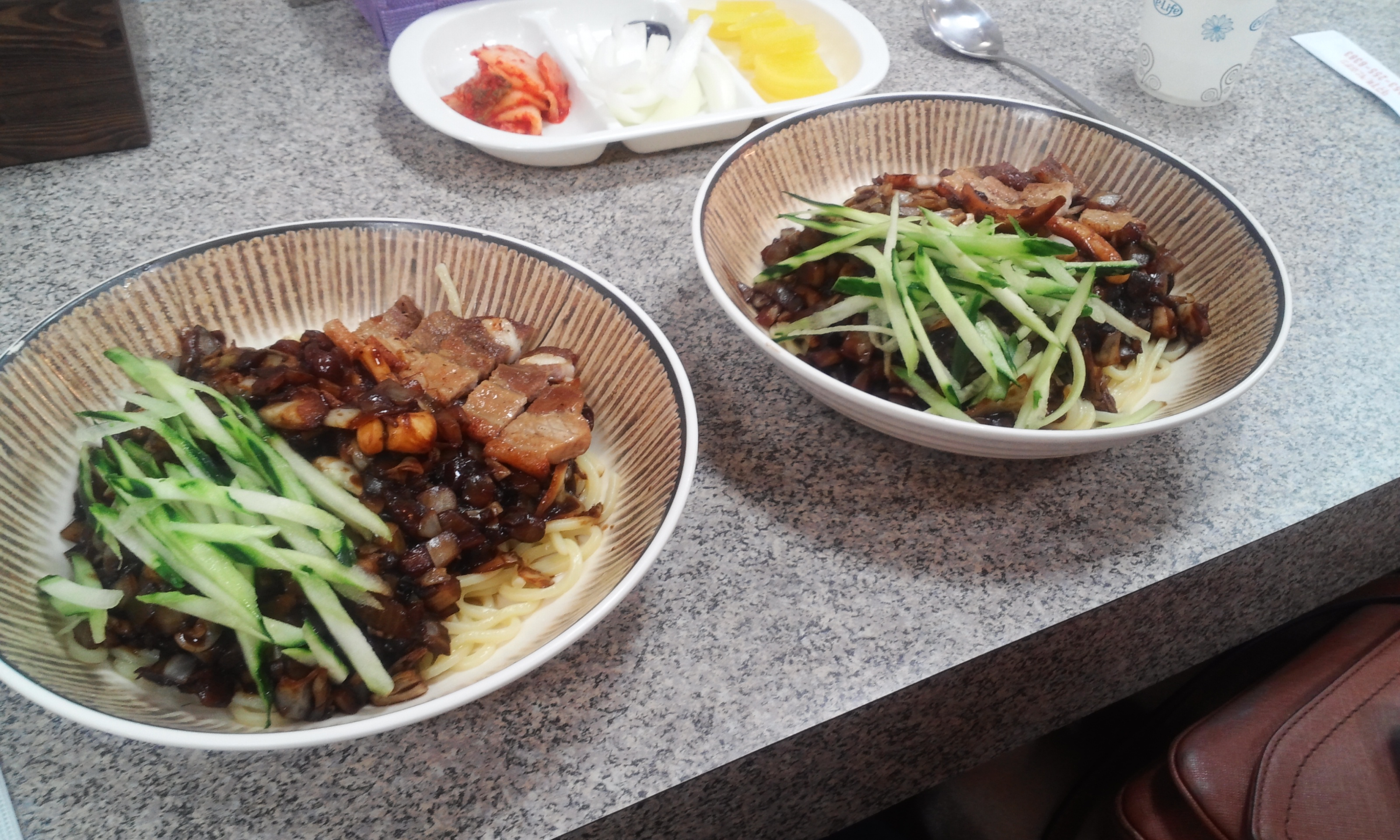
Jajangmyeon ăn cùng thịt nướng Samgyeopsal tại chợ Seomun, Daegu
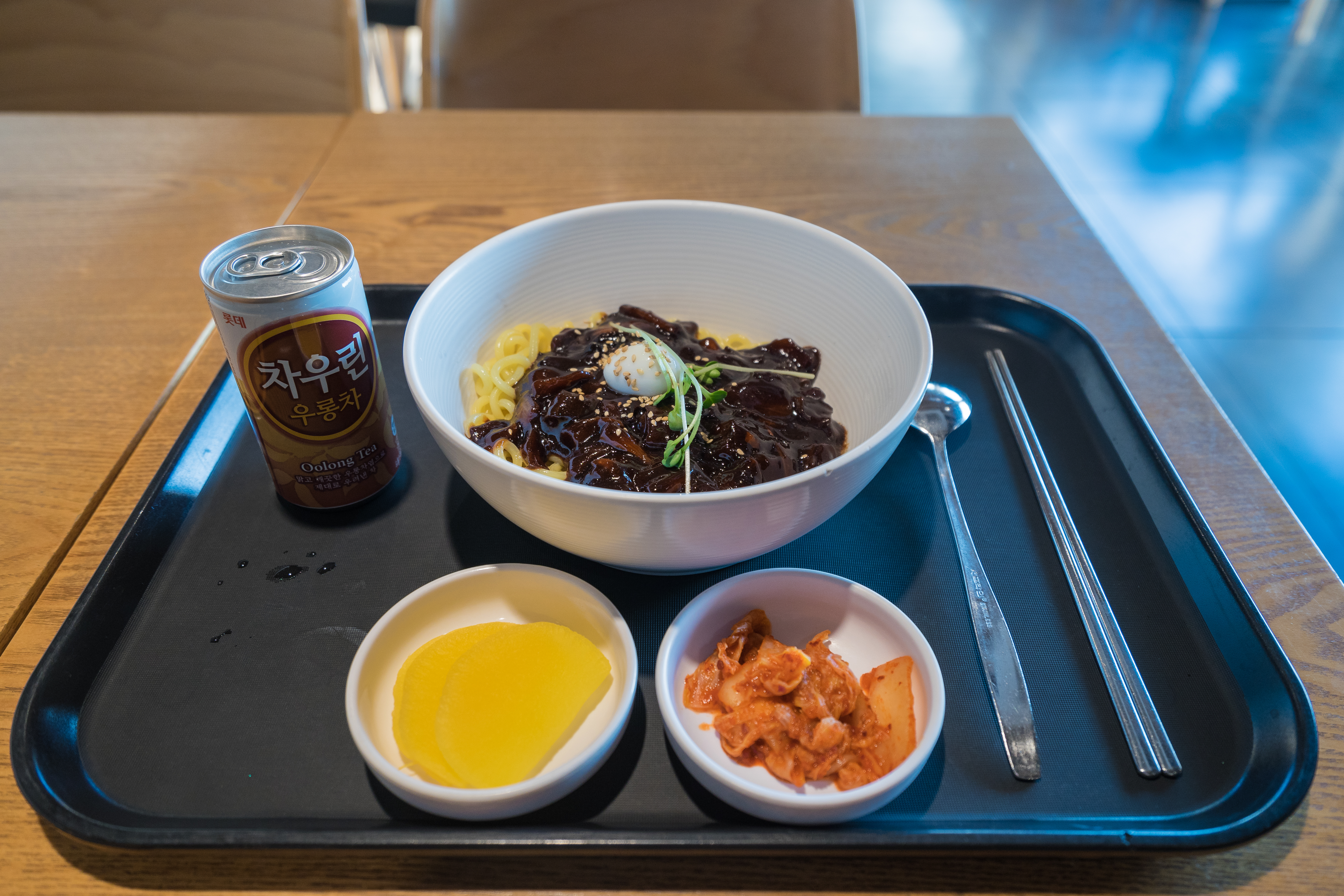
Jajangmyeon cùng các món banchan ăn kèm tại Tháp Seoul
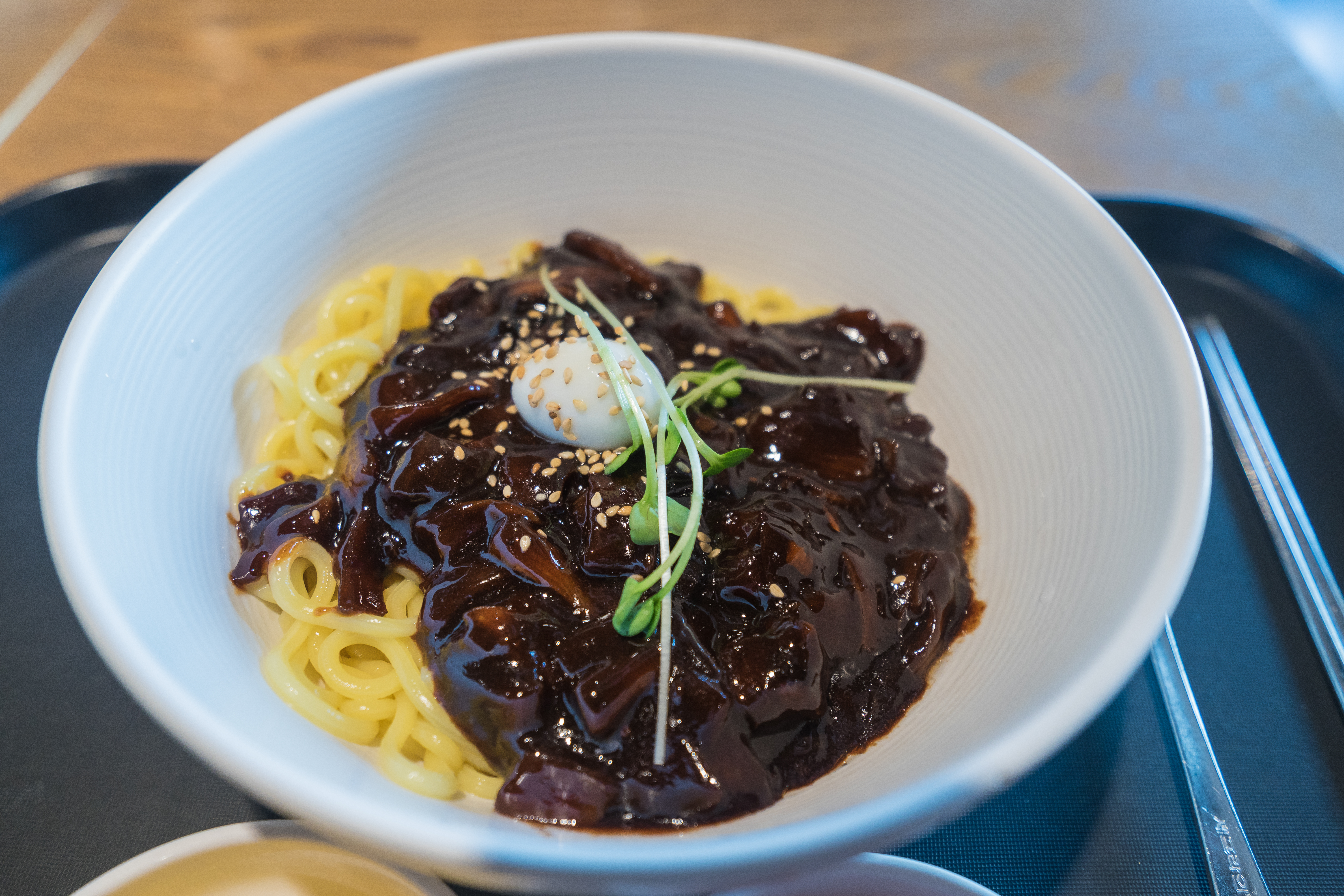
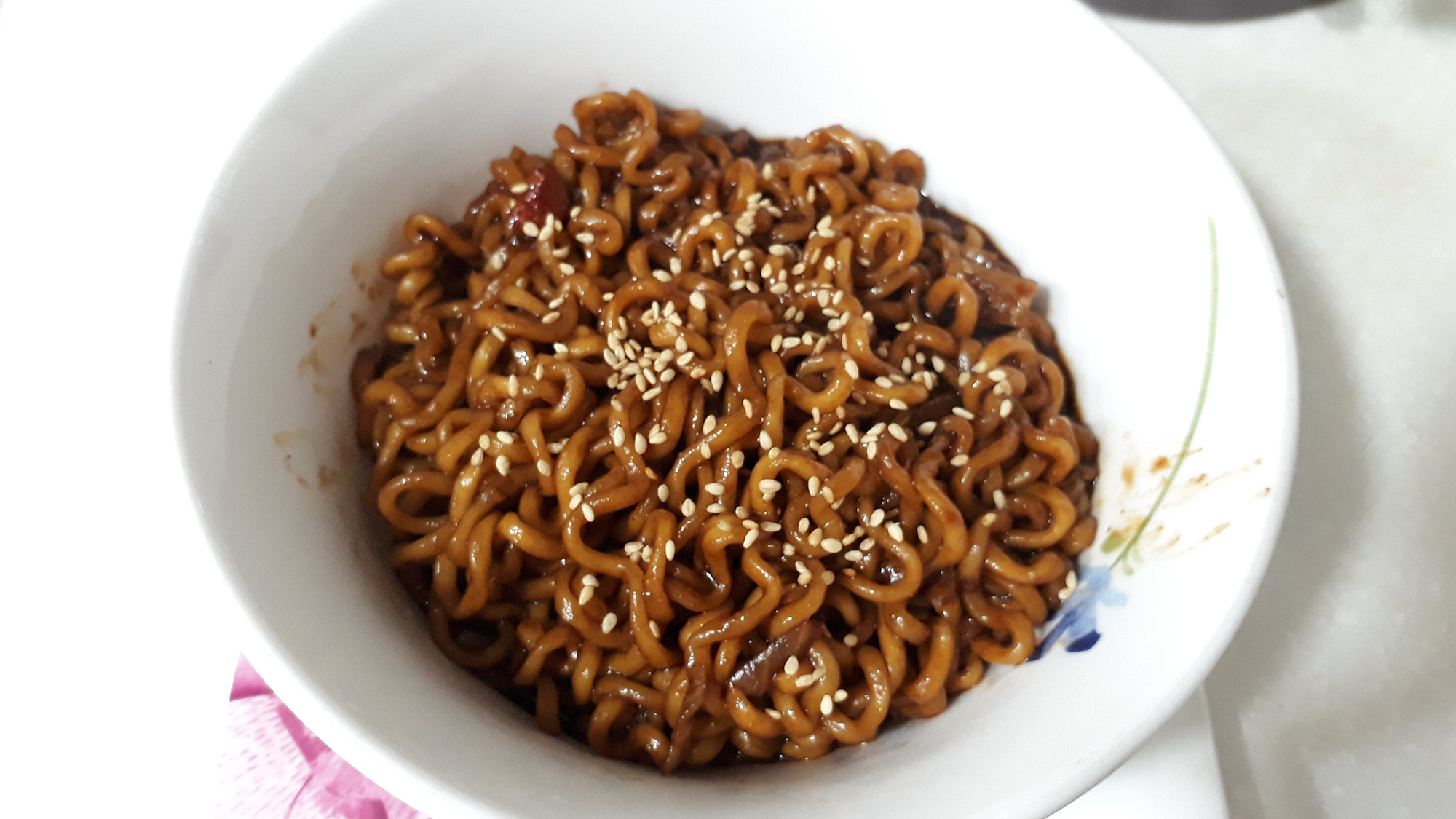
Chapagetti
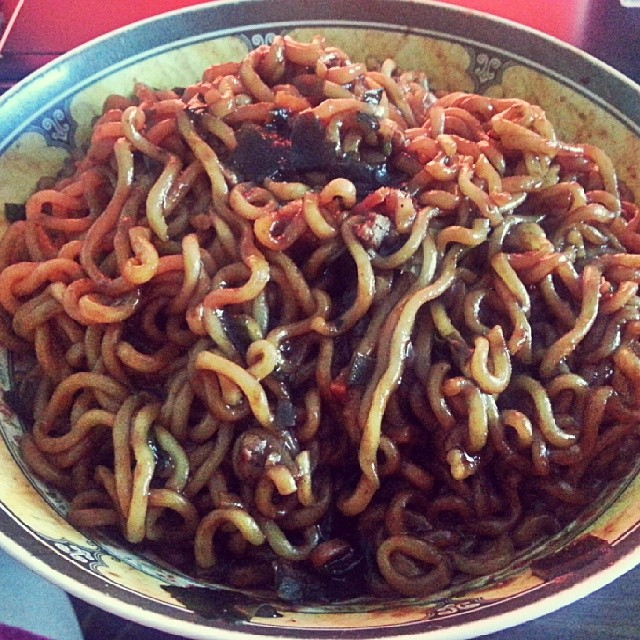
Món mì Chapaguri kết hợp từ mì gói Noguri của thương hiệu Nongshim